# Jean-Baptiste Pompallier

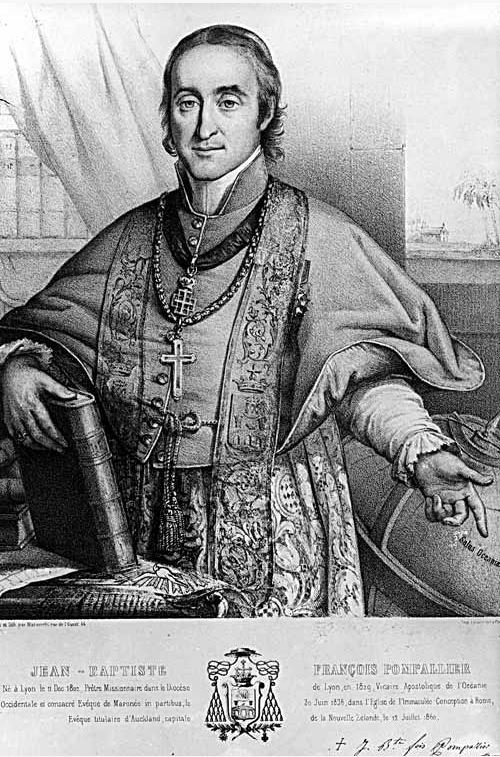
Zeitgenössische Darstellung Pompalliers

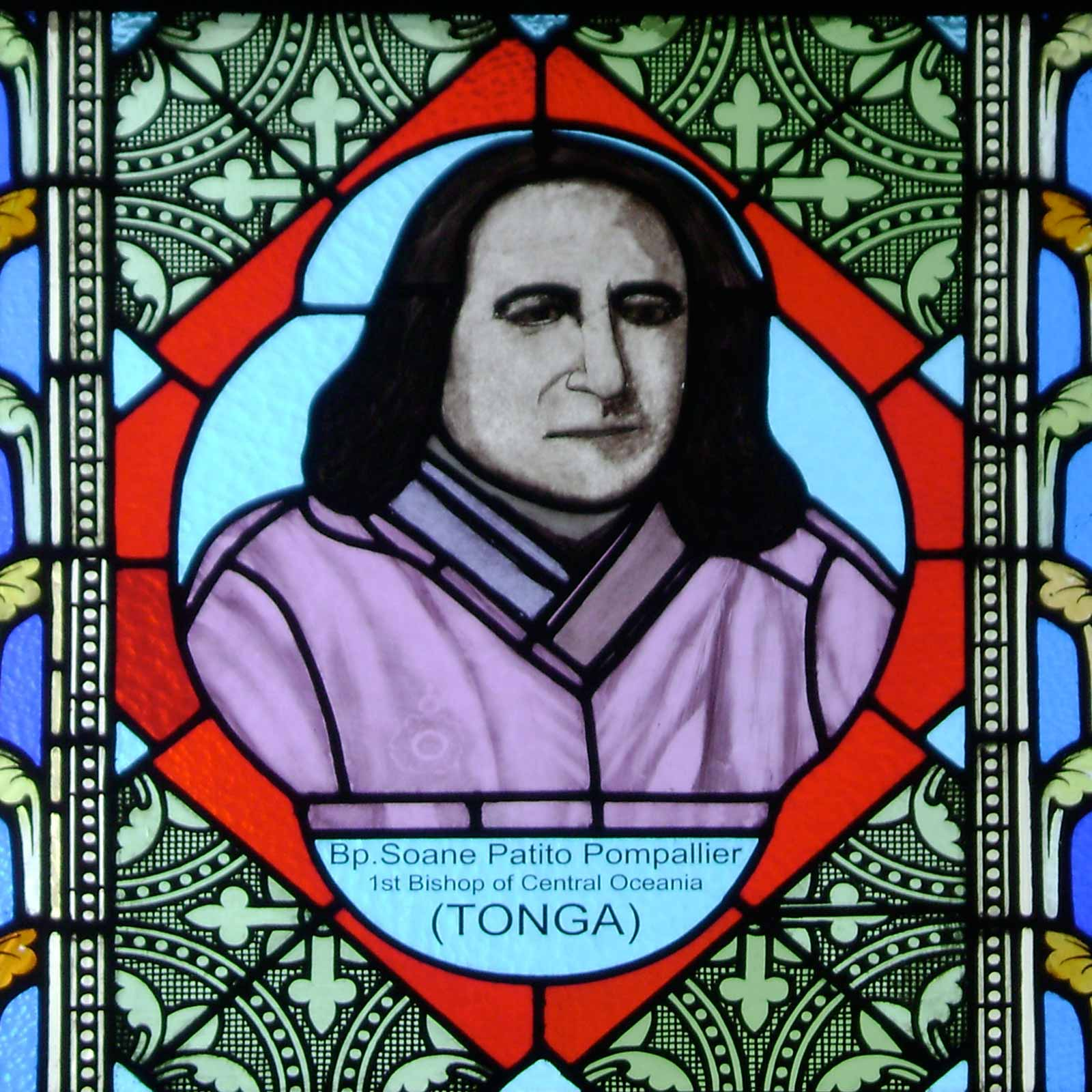
Pompallier’s Porträt in einem Bleiglasfenster der Kirche von Lapaha auf Tonga

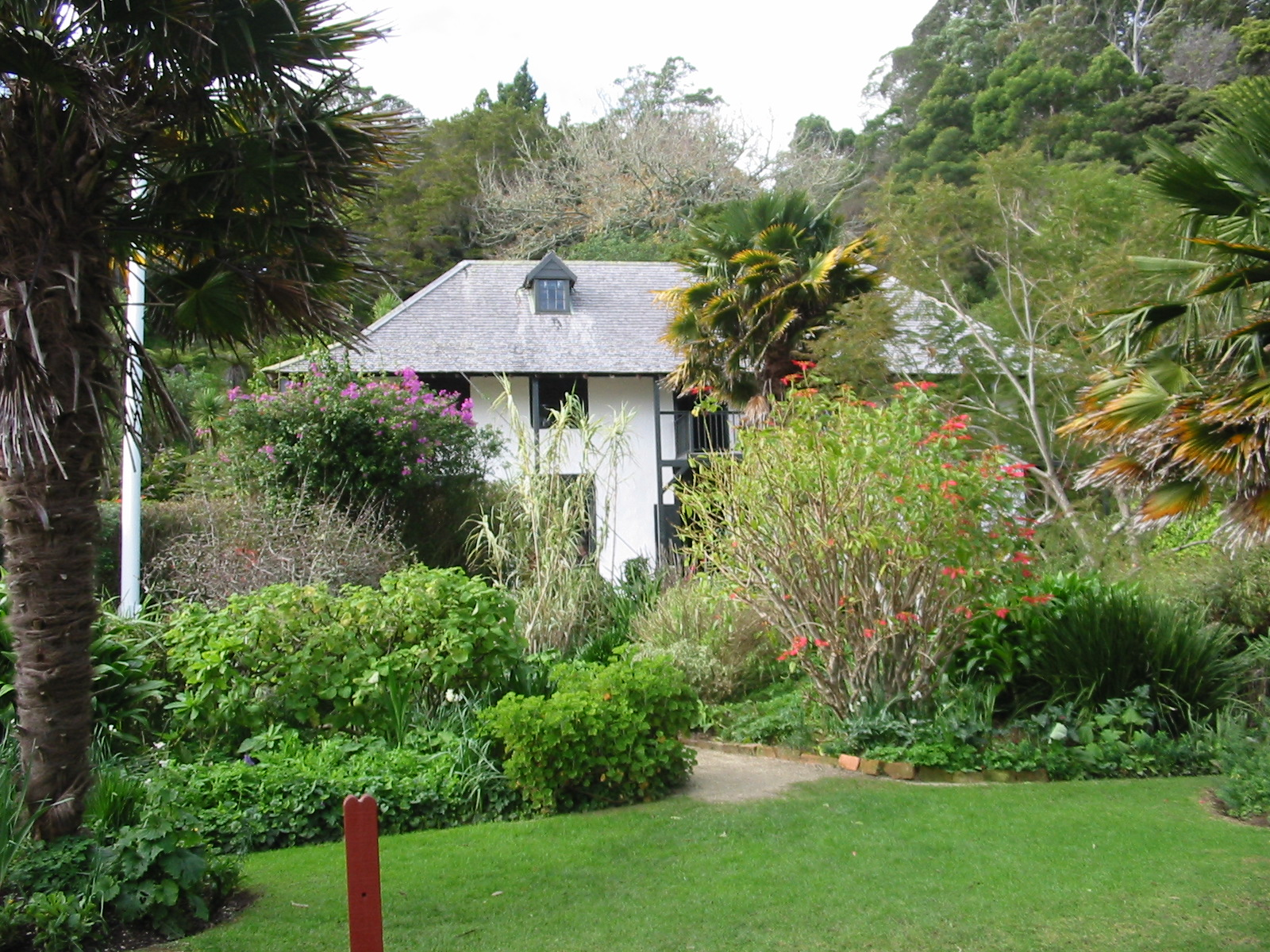
Pompallier House

Jean-Baptiste-François Pompallier (* 11. Dezember 1802 in Lyon; † 21. Dezember 1871) war der erste römisch-katholische Bischof in Neuseeland. Mit Priestern und Brüdern der Maristenpatres baute er die römisch-katholische Kirche in Neuseeland auf. Pompallier traf 1838 als Apostolischer Vikar für Westozeanien in Neuseeland ein. Sein Tätigkeitsschwerpunkt lag auf Neuseeland. 1848 wurde er der erste Bischof von Auckland.

## Ernennung und Reise nach Neuseeland
An Trinitatis 1835 schuf Papst Gregor XVI. das Apostolische Vikariat von Westozeanien. Die für ihren Aufbau ausgewählten Priester gehörten dem von Jean-Claude Colin in Lyon neu gegründeten Orden der Maristen an. Am 29. April 1836 approbierte der Papst den Maristenorden offiziell und übertrug ihm die Mission in Westozeanien. Pompallier, der selbst zwar kein Marist, aber mit ihnen eng verbunden war, wurde am 13. Mai 1836 zum Apostolischen Vikar ernannt und zum Titularbischof von Maronea geweiht.
Am 21. Dezember 1836 reiste Pompallier mit zwei Priestern, einem Maristenbruder und zwei Maristen-Schulbrüdern von Marcellin Champagnat auf der Delphine von Le Havre ab.
Der erste Landgang erfolgte im chilenischen Valparaíso. Bruder Claude Bret starb auf diesem Abschnitt der Reise. Am 10. August 1837 schifften sich die verbleibenden vier Reisenden auf der Europa nach Tahiti ein. Die Europa stoppte an der zu Tahiti gehörigen Insel Gambier (Mangareva) und Pompallier traf sich mit Bischof Étienne Rouchouze (1798–1843), dem Apostolischen Vikar für Ost-Ozeanien.
Am 5. Oktober 1837 verließ er die Insel an Bord des Schoners Raiatea Richtung Tahiti. Dort wurde ihnen jedoch die Landung verweigert. Der Priester und spätere Bischof Pierre Bataillon (1810–1877) und Bruder Joseph-Xavier begannen ab 1. November auf Uvea an zu missionieren. Der Priester Peter Chanel und Bruder Marie-Nizier starteten eine Mission auf Futuna. Pompallier selbst reiste nach Rotuma, es verblieb aber niemand, den er hätte dort belassen können. Nach seiner Ankunft in Sydney in der damaligen britischen Kolonie New South Wales lernte er von Erzbischof Bede Polding viel über die Missionierung Neuseelands.

## Neuseeland
Am 30. Dezember reiste Pompallier mit dem Maristenpriester Louis Catherin Servant und Bruder Michel (Antoine) Colombon Richtung Hokianga und traf am 10. Januar des Folgejahres im Haus der katholischen Siedlerfamilie Poynton ein. Pompallier zelebrierte am 13. Januar 1838 auf Totara Point seine erste Messe in Neuseeland. Er begann sofort, katholische Missionsstationen zu errichten. 1843 hatte er bereits Missionen im Hokianga, Kororareka, Mangakahia, in Kaipara, Tauranga, Akaroa, Matamata, Opotiki, Maketu, Auckland, Otago, Wellington, Ōtaki, Rotorua, Rangiaowhia und Whakatāne.
Die Missionsstation im damaligen Kororareka umfasste das Gebiet um das heute denkmalgeschützte Pompallier House in Russell. Es wurde eine Druckerpresse importiert und Pompallier unterstützte mit anderen katholischen Missionaren den Druck von Gebetsheften in der Sprache der Māori. Diese sind unter den ersten Publikationen in dieser Sprache. Eine Gerberei wurde errichtet, um Leder für den Einband der Bücher und Hefte herzustellen.
Auf der Reine de Paix trafen am 18. Juni 1838 weitere Maristen ein: Die Priester Baty, Epalle und Petit sowie die Brüder Elie Regis, Augustin und Florentin. Am 8. Dezember trafen noch die Priester Viard (später Bischof), Petit-Jean, Comte und Chevron und Bruder Brother Attale ein.
Pompallier war am 5. und am Morgen des 6. Februar 1840 in Waitangi anwesend. Später am 6. Februar wurde dort der Vertrag von Waitangi unterzeichnet. Pompallier setzte sich für eine garantierte Religionsfreiheit ein. William Colenso schrieb, dass der Missionar Henry Williams zu den Anwesenden gesagt habe: "Der Gouverneur sagt, dass die verschiedenen Glaubensrichtungen Englands, die der Wesleyaner, die Roms und auch die Gebräuche der Maori gleichermaßen von ihm geschützt würden." Pompallier war besorgt, dass der Vertrag seine Mission erschweren würde und riet einigen katholischen Häuptlingen, den Vertrag nicht zu unterschreiben. Nachdem eine Zusage der Religionsfreiheit erzielt worden war, reiste Pompallier vor der Unterzeichnung ab.
Ein eigenes Apostolisches Vikariat für Neuseeland wurde 1842 eingerichtet und Pompallier dessen Leiter. 1846 reiste er nach Rom, um Bericht über seine Missionstätigkeit zu erstatten.
Zwischen Pompallier und dem Gründer und Ordensleiter der Maristen, Jean-Claude Colin, kam es zu Konflikten. Colin war der Ansicht, dass die Maristen in Neuseeland weiterhin wie in Frankreich vollständig ihm unterstünden und er deshalb Visiten durchführen und Berichte über den Stand der Missionstätigkeit fordern könne. Pompallier hingegen meinte, die einzige Aufgabe des Ordensoberen sei es, sich um den Zustand der Seelen der Missionare zu kümmern. Colin konnte nicht akzeptieren, dass die Maristen de facto nicht mehr als solche behandelt wurden, sobald sie Neuseeland erreicht hatten. Pompallier beschwerte sich dagegen aus seiner Sicht über ständige Einmischungsversuche in das Missionsleben aus Lyon und glaubte, dass Colin den Mittelzufluss aus Frankreich verhindere.
Der Konflikt wurde 1848 beigelegt, als das Vikariat in die Diözesen Auckland (Nordhälfte der Nordinsel) und Wellington (Rest Neuseelands) aufgeteilt wurde. Pompallier wurde katholischer Bischof von Auckland und der Marist Philippe Viard Apostolischer Administrator von Wellington. Die Maristen begleiteten Viard in seine neue Diözese. Am 8. April 1850 kehrte Pompallier mit zwei Priestern, zehn Seminaristen und acht irischen Sisters of Mercy aus Europa zurück. Er gründete das Seminar St Mary’s, um die Seminaristen weiter auszubilden. Das Seminar bestand 19 Jahre bis zu Rücktritt und Abreise Pompalliers zurück nach Frankreich.
1851 wurde Pompallier britischer Untertan. Am 30. Dezember 1860 kehrte er mit acht Franziskanern, acht Seminaristen und vier französischen Frauen, die beabsichtigten, einen neuen Orden (die Sisters of the Holy Family) zu gründen, aus Europa zurück. Zu dieser Gruppe gehörte Suzanne Aubert.
Am 9. März 1852 trafen die Priester James und Walter McDonald aus Irland in Auckland ein. Sie wurden seine treuen Stellvertreter und guten Freunde. Sie unterstützten Pompallier bei der Verwaltung der Diözese und der Missionstätigkeit unter den Māori.

## Tod
Pompallier kehrte 1868 alt und krank nach Frankreich zurück. Vom 19. April 1869 bis 21. Dezember 1871 war er Titularerzbischof von Amasea. Er starb am 21. Dezember 1871 im Alter von 69 Jahren in Puteaux bei Paris. Sein Amtsnachfolger als Bischof von Auckland wurde 1870 Thomas Croke.
Am 9. Februar 2001 wurden seine sterblichen Überreste in Frankreich exhumiert. Pompalliers Gebeine wurden auf einem wallfahrtsähnlichen Zug den ganzen Tag begleitet, während sie von Otago zum Hokianga Harbour gebracht wurden. Sie wurde unter dem Altar der Marienkirche in Motuti neu bestattet.

## Pompallier als Namensgeber
Zu den Bildungseinrichtungen, die seinen Namen tragen, gehört das Pompallier Catholic College in Whangārei (1969). Pompallier Houses gibt es am Sacred Heart College in Auckland (1903), St. Bernard’s College in Lower Hutt (1947), Carmel College in (1957), St. John’s College in Hamilton (1961), St. Peter’s College in Gore (1969), Liston College in Auckland (1974) und mehreren Grund- und Sekundarschulen des Landes. Das Sancta Maria College in Auckland (2004) gedenkt seinem Werk in Form des Schoners Sancta Maria.
Die Straße Pompallier Terrace in der Auckländer Vorstadt Ponsonby ist nach ihm benannt.